# Испуганный глупец Эрнест
«Испуганный глупец Эрнест» (англ. Ernest Scared Stupid) — американский семейный комедийный фильм ужасов Джона Черри 1991 года с Джимом Варни в главной роли. Четвёртый фильм из серии фильмов об Эрнесте Уоррелле.

## Сюжет
Давным-давно в одной местности обитал тролль Трантор, который похищал детей и высасывал их жизненные силы, превращая в деревянных кукол. В какой-то момент местным жителям удалось его поймать. Финеас Уоррелл, местный старейшина, наказал похоронить заживо это демоническое существо и посадить на этом месте дуб, который станет защитой от него. Тролль проклял род Уоррелла, каждый последующий потомок которого теперь будет тупее предыдущего, а также предрёк своё освобождение в будущем.
Много лет спустя водитель мусоровоза Эрнест Уоррелл решил помочь своим друзьям-детям Кенни, Элизабет и Джоуи построить на одном старом дубе домик на дереве. Старуха Хэкмор, которая живёт неподалёку и считается сумасшедшей, сообщает Эрнесту, что дело обстоит плохо и своими действиями тот пробудил древнее зло.
По пути домой в лапы освободившегося тролля Трантора попадает Джоуи. Эрнест рассказывает про тролля шерифу, но ему никто не верит. Горожане заняты подготовкой к Хэллоуину. Из древней книги, которая есть у старухи Хэкмор, Эрнест узнаёт, что тролля может одолеть «сердце ребёнка и материнская забота». Эрнест готовится сражаться с троллем в одиночку. Он закупает необходимое оборудование и устанавливает ловушки. Тролль тем временем ловит ещё нескольких детей, в том числе прямо из кровати забирает Элизабет.
В школе по случаю Хэллоуина проходит вечеринка. Мероприятие посещает Трантор. Он похищает ещё одного ребёнка, а также превращает в деревяшку собаку Эрнеста, но быстро сбегает, когда видит, что Эрнест вымазан в мороженое. Кенни предполагает, что тролль боится молока и что, похоже, молоко это и есть «материнская забота». Кенни собирает команду из детей, и они вместе отправляются в супермаркет. Там они хватают с полок водяные пистолеты и заправляют их молоком.
Вернувшись к домику на дереве, Трантор призывает свою армию троллей. Его пытается остановить Эрнест, а затем и остальные подоспевшие горожане, но всё безуспешно. Появляются дети, которые побеждают троллей при помощи молока, но оно уже не действует на самого Трантора, который успел трансформироваться в более сильного тролля. Эрнест предполагает, что «сердце ребёнка» может означать бескорыстную любовь. Он обнимает Трантора и танцует с ним, наполняя любовью. Трантор взрывается.
Дети, которых тролль ранее похитил и превратил в деревянных кукол, возвращаются к жизни. Это же касается и собаки Эрнеста. Более того к жизни возвращаются и дети из прошлых времён, чьи деревянные куклы хранила у себя старуха Хэкмор, так как некоторые из них являются её родственниками.

## В ролях
- Джим Варни — Эрнест Уоррелл
- Эрта Китт — старуха Хэкмор
- Остин Наглер — Кенни Биндер
- Шэй Астар — Элизабет
- Джонас Москартоло — Трантор
- Джон Каденхэд — Том
- Билл Бирдж — Бобби
- Ричард Вулф — Мэтт Мёрдок
- Ник Виктори — Майк Мёрдок
- Алек Клэппер — Джоуи
- Дэниэл Батлер — шериф Клифф Биндер
- Ларри Блэк — мэр Мёрдок

## Критика
На сайте Rotten Tomatoes рейтинг «свежести» фильма составляет 17 %, на Metacritic у фильма 38 баллов из 100.
Отмечалось, что фильм вялый и однообразный, тем не менее для совсем юной аудитории он может показаться слишком страшным. В Los Angeles Times похвалили интересное появление Эрты Китт.
Сборы фильма сильно просели относительно прошлых фильмов серии. В прокате фильм собрал только $14,1 млн. Компания Disney, занимавшаяся прошлыми фильмами серии через своё подразделение Touchstone Pictures, отказалась в дальнейшем иметь дело с этой франшизой.